# Режинальд де Крой
Принц Режинальд Шарль Альфред де Крой (фр. Réginald Charles Alfred de Croÿ; 26 сентября 1878, Лондон — 13 апреля 1961, Волюве-Сен-Пьер) — бельгийский дипломат.

## Биография
Младший сын принца Альфреда Эммануэля де Кроя и Элизабет Мэри Парнелл.
Окончил Лувенский католический университет. Кандидат философии и словесности, и лиценциат политических наук.
В начале Первой мировой войны вместе с сестрой Мари и старшим братом Леопольдом стал членом подпольной сети «Йорк», организованной Эдит Кэвелл для переправки через оккупированную немцами Бельгию в нейтральную Голландию солдат и офицеров союзников, оказавшихся за линией фронта, для чего использовался принадлежавший семье де Крой замок Белиньи в департаменте Нор. Предупрежденный о готовившемся аресте, успел в 1915 году бежать в Нидерланды. Был заочно приговорен к смерти, и за его голову оккупантами была назначена цена.
В конце войны начал дипломатическую карьеру. 16 февраля 1917 был назначен помощником в дипломатическую миссию в Лондоне, 12 июля 1919 переведен на такую же должность в Вашингтон. 5 января 1920 назначен атташе при посольстве. 28 февраля 1921 направлен обратно в Лондон. С 1 февраля 1926 советник дипмиссии в Лондоне.
30 ноября 1931 направлен генеральным консулом в Танжер, с 10 января 1936 полномочный министр в Стокгольме. Миссии в Скандинавии и Балтии, считавшиеся в межвоенный период синекурой, с началом Второй мировой войны приобрели важное значение. В 1940 году де Крой принял в Стокгольме бельгийского министра в Риге Ф. де Селис-Фансона с семьей, эвакуированных из аннексированной Советским Союзом Латвии.
Режинальд де Крой был хорошо осведомлен о политическом и военном положении Швеции, имел надежные связи в дипломатических кругах, генеральном штабе, МИДе, неоднократно лично встречался с королем Густавом V, и располагал ценной информацией о внутреннем положении в нацистской Германии и на оккупированных территориях Польши, Украины и Белоруссии. Оставшись на своем посту и после германской оккупации Бельгии, де Крой с весны 1941 установил связь и постоянный обмен сведениями с советским полпредом Александрой Коллонтай.
После освобождения Бельгии в 1944 году Режинальд де Крой был снова назначен послом в Стокгольм, а 30 декабря 1945 направлен послом в Ватикан. 30 марта 1949 подал в отставку.
8 января 1934 был подтвержден в принадлежности к дворянскому сословию с титулом принца и обращением Светлейшего Высочества (Altesse Sérénissime).

## Награды
- Рыцарь ордена Короны (22.11.1919)
- Командор ордена Леопольда (8.12.1945)
- Великий офицер ордена Короны (8.04.1948)
- Большой крест ордена Дубовой короны (5 июля 1950; в преддверии церемонии бракосочетания принцессы Аликс Люксембургской и принца Антуана де Линя, в которой участвовал как родственник жениха)[10]
- Офицер ордена Британской империи

## Семья
Жена (25.10.1920, Брюссель): принцесса Изабелла Мелани Мари де Линь (23.09.1889—11.12.1968), дочь принца Эрнеста де Линя, принца д'Амблиза и д'Эпинуа, и Дианы де Коссе-Бриссак
Дети:
- Иоланда Мари Эрнестина Эмма де Крой (22.02.1924, Брюссель — 11.07.2001, замок Белиньи)
- Диана Мари Леопольдина Жаклин Эрнестина Эмманюэль де Крой (р. 25.01.1927, Брюссель)